# Francisco Linares Alcántara (paroisse civile)
Francisco Linares Alcántara est l'une des trois paroisses civiles de la municipalité de Francisco Linares Alcántara, dans l'État d'Aragua au Venezuela. Sa capitale est Santa Rita, chef-lieu de la municipalité.

## Géographie

### Démographie
Hormis sa capitale Santa Rita, la paroisse civile possède plusieurs localités :
- Santa Cruz de Aragua (extrémité nord)
- Santa Rita